# Joel Chukwuma Obi
Joel Chukwuma Obi (Lagos, 22 de mayo de 1991), más conocido como Joel Obi, es un futbolista nigeriano que juega como centrocampista en el Vis Pesaro de Italia.

## Trayectoria

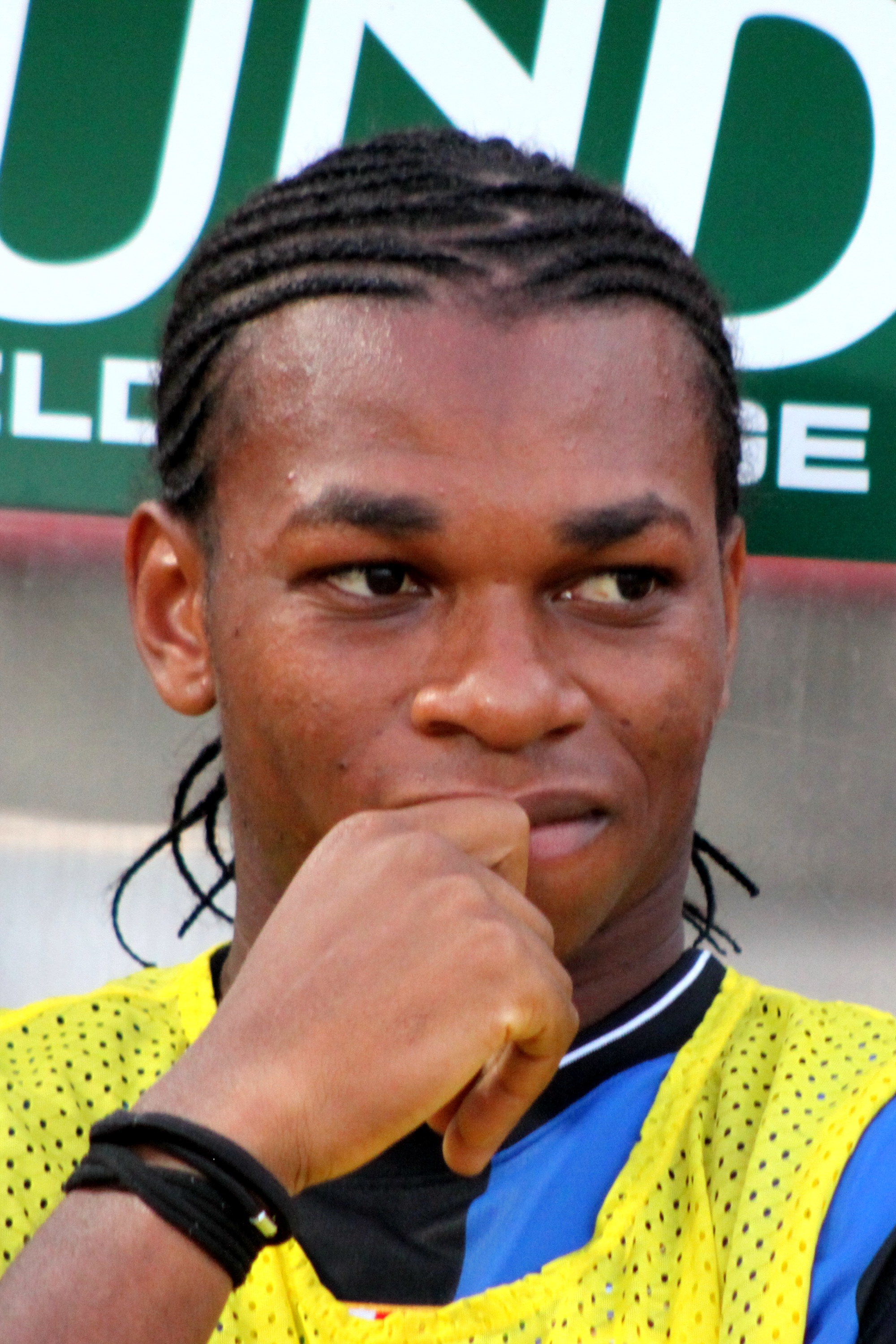
Obi en el año 2009, con el Internazionale de Milán.

Obi hizo su debut con el Inter el 29 de septiembre de 2010 en un partido por  la fase de grupos de la Liga de Campeones de la UEFA 2010-11 enfrentando al Werder Bremen.
Jugó los 10 minutos finales del partido después de entrar como suplente en el minuto 80 por el centrocampista Dejan Stanković. Inter derrotó al Werder Bremen por 4-0. 
En la Serie A debutó el 17 de octubre de 2010 contra Cagliari, cuando reemplazó a Philippe Coutinho en el minuto 66.
Inter ganó el partido 1-0 gracias a un gol de Samuel Eto'o.
El debut en el Derby de Milán de Obi fue el 14 de noviembre de 2010, pero tuvo que ser sustituido por Philippe Coutinho después de tan sólo 35 minutos debido a una lesión.
Su primer gol en Europa, se produjo en la Liga Europa de la UEFA el 14 de octubre de 2012 contra el Neftchi Baku. El partido lo ganó el Inter 1-3 marcando Obi el segundo gol, siendo el gol 500 del Inter de Milán en competición internacional.

## Selección nacional
Obi hizo su debut internacional en Nigeria el 9 de febrero de 2011 en un partido amistoso con Sierra Leona en Lagos.

## Clubes
| Club                | Temporada           | Liga  | Liga  | Copa  | Copa  | Europa | Europa | Total | Total |
| Club                | Temporada           | Part. | Goles | Part. | Goles | Part.  | Goles  | Part. | Goles |
| ------------------- | ------------------- | ----- | ----- | ----- | ----- | ------ | ------ | ----- | ----- |
| Inter de Milán      | 2010-11             | 10    | 0     | 2     | 0     | 1      | 0      | 13    | 0     |
| Inter de Milán      | 2011-12             | 27    | 1     | 3     | 0     | 7      | 0      | 41    | 1     |
| Inter de Milán      | 2012-13             | 2     | 0     | 1     | 0     | 1      | 1      | 4     | 1     |
| Parma               | 2013-14             | 3     | 0     | 0     | 0     | 0      | 0      | 3     | 0     |
| Total en su carrera | Total en su carrera | 42    | 1     | 6     | 0     | 9      | 1      | 61    | 2     |

## Palmarés

### Títulos nacionales
| Título              | Club           | País   | Año  |
| ------------------- | -------------- | ------ | ---- |
| Supercopa de Italia | Inter de Milán | Italia | 2010 |
| Copa de Italia      | Inter de Milán | Italia | 2011 |